# Stratiotikon
Als Stratiotikon (pl. stratiotika) wurde die athenische Kriegskasse bezeichnet. Eng damit verbunden war das theorikón, die Festkasse. Im Normalfall wurde das Steueraufkommen der Stadt Athen (merismós) nach starren Verteilungsschlüsseln auf verschiedene Kassen aufgeteilt. In Krisen- und Kriegszeiten konnte sich dieses Verhältnis zugunsten der Kriegskasse verschieben.
Der Terminus stratiotikon ist erstmals in Pseudo-Demosthenes-Reden (49,12; 49,16; 50, 10) in den 370er und 360er Jahren v. Chr. belegt. Allerdings ist die Zuordnung zur später ebenfalls so bezeichneten Kasse nicht sicher, da es sich hier möglicherweise nur um einen technischen Begriff handelt. Sicher bezeugt ist die Kasse erstmals für das Jahr 349/348 v. Chr.
Neben den normalen Zahlungen konnten dem stratiotikon auch Überschüsse anderer Kassen zugewiesen werden. Auch hier standen sich stratiotikon und theorikón als „Rivalen“ gegenüber. Demosthenes und seine Parteigänger wie Apollodor versuchten mehrfach, die Verteilung zugunsten der Kriegskasse zu verschieben, konnten sich jedoch erst 339/338 v. Chr. durchsetzten. Von nun an gingen in Kriegszeiten alle Einnahmen an die Kriegskasse. 
Verwaltet wurde die Kasse durch einen Schatzmeister (tamías), der auf ein oder vier Jahre gewählt wurde und weitreichende Befugnisse hatte. Er war anwesend, wenn Staatseinkünfte verpachtet wurden und stellte aus seiner Kasse auch Geld für Ehreninschriften und andere nichtmilitärische Zwecke Geld zur Verfügung. Zur Zeit des Lykurg war das Amt offenbar nicht besetzt, später tauchte es jedoch wieder auf. In hellenistischer Zeit ist der Nachweis der Kasse schwierig. Letztmals wurde sie 49/48 v. Chr. bezeugt.